# 2. Deutsche Volleyball-Bundesliga 1987/88 (Frauen)
Die Saison 1987/88 der 2. Volleyball-Bundesliga der Frauen war die zwölfte Ausgabe dieses Wettbewerbs.

## 2. Bundesliga Nord
Meister und Aufsteiger in die 1. Bundesliga wurde der TV Hörde. Absteigen in die Regionalliga mussten der SC Langenhorn und der Troisdorfer TV.

### Mannschaften
In dieser Saison spielten folgende zehn Mannschaften in der 2. Bundesliga Nord der Frauen:
- VC Telstar Bochum
- TvdB Bremen
- SW Elmschenhagen
- VC DJK Essen
- Hamburger SV
- VfL Hannover
- VG Alstertal-Harksheide
- TV Hörde
- SC Langenhorn
- Troisdorfer TV

Absteiger aus der 1. Bundesliga war der VfL Hannover. Aus der Regionalliga stiegen TvdB Bremen (Nord) und Telstar Bochum (West) auf.

### Tabelle
|                         | Verein               | Spiele | Punkte  | Sätze   |
| ----------------------- | -------------------- | ------ | ------- | ------- |
| 1.                      | Hörde                | 18     | 34 : 2  | 52 : 10 |
| 2.                      | Hamburg              | 18     | 34 : 2  | 51 : 12 |
| 3.                      | Hannover (A)         | 18     | 24 : 12 | 45 : 26 |
| 4.                      | Bremen (N)           | 18     | 20 : 16 | 38 : 33 |
| 5.                      | Essen                | 18     | 20 : 16 | 36 : 33 |
| 6.                      | Alstertal-Harksheide | 18     | 20 : 16 | 36 : 35 |
| 7.                      | Elmschenhagen        | 18     | 16 : 20 | 31 : 37 |
| 8.                      | Bochum (N)           | 18     | 6 : 30  | 17 : 48 |
| 9.                      | Troisdorf            | 18     | 4 : 32  | 19 : 52 |
| 10.                     | Langenhorn           | 18     | 2 : 34  | 14 : 53 |
| Stand: Abschlusstabelle |                      |        |         |         |

|     | Aufsteiger in die Bundesliga    |
|     | Absteiger in die Regionalliga   |
| (A) | Absteiger aus der 1. Bundesliga |
| (N) | Aufsteiger aus der Regionalliga |

## 2. Bundesliga Süd
Meister und Aufsteiger in die 1. Bundesliga wurde der TSV Schmiden. Absteiger in die Regionalliga waren der SV Ettlingen und der SV Lohhof.

### Mannschaften
In dieser Saison spielten folgende zehn Mannschaften in der 2. Bundesliga Süd der Frauen:
- TuS Ahrweiler
- Orplid Darmstadt
- SV Ettlingen
- Bayern Lohhof II
- SV Lohhof
- TSV Schmiden
- TuS Stuttgart
- TSG Tübingen
- Eintracht Wiesbaden
- 1. VC Wiesbaden

Absteiger aus der 1. Bundesliga war Orplid Darmstadt. Aufsteiger aus der Regionalliga waren Eintracht Wiesbaden (Südwest) und der SV Lohhof (Süd).

### Tabelle
|                         | Verein               | Spiele | Punkte | Sätze |
| ----------------------- | -------------------- | ------ | ------ | ----- |
| 1.                      | Schmiden             | 18     | 28:8   | 47:23 |
| 2.                      | Bayern Lohhof II     | 18     | 26:10  | 47:24 |
| 3.                      | Stuttgart            | 18     | 24:12  | 42:28 |
| 4.                      | 1. VC Wiesbaden      | 18     | 22:14  | 41:28 |
| 5.                      | Ahrweiler            | 18     | 22:14  | 39:36 |
| 6.                      | Darmstadt (A)        | 18     | 20:16  | 40:33 |
| 7.                      | Tübingen             | 18     | 14:22  | 32:41 |
| 8.                      | Eintr. Wiesbaden (N) | 18     | 12:24  | 24:44 |
| 9.                      | Ettlingen            | 18     | 10:26  | 22:47 |
| 10.                     | SV Lohhof (N)        | 18     | 2:34   | 21:51 |
| Stand: Abschlusstabelle |                      |        |        |       |

|     | Aufsteiger in die Bundesliga    |
|     | Absteiger in die Regionalliga   |
| (A) | Absteiger aus der 1. Bundesliga |
| (N) | Aufsteiger aus der Regionalliga |